# Chilangala
Chilangala (auch Chilangalanga) ist ein Verwaltungsbezirk (englisch Ward) des Distrikts Newala in der tansanischen Region Mtwara.

## Geografie
Chilangala liegt im Südosten von Tansania etwa 110 Kilometer Luftlinie westlich der Regionshauptstadt Mtwara. Der Bezirk grenzt im Norden an Mwena, Mdanda, Nangoo  und Nanganga, im Osten an Mikumbi, im Süden an Mnyambe und Mpindimbi und im Westen an Chiwata. Bei der Volkszählung 2022 lebten 4168 Menschen in 1213 Haushalten auf einer Fläche von 115 Quadratkilometern.

## Gliederung
Der Bezirk besteht aus fünf Gemeinden (Mtaa) mit 21 Orten (Kitongoji):
| Namdimba - Shuleni - Chiwata - Chang'ombe - Mwendapole | Miyuyu - Lihumbo - Mnazimmoja - Miembeni - Lilondo - Mkuo - Chilolelo | Chilangala - Ikulu - Bahati - Rahaleo - Mbuyuni - Mdenganamadi | Mnyegachi - Mnazimmoja - Mbuyuni - Shauri Moyo | Mkudumba - Lihonga - Kilimahewa - Lihindi |

## Wirtschaft und Infrastruktur
- Landwirtschaft: In den Jahren 2013 bis 2019 startete die Empowering Farmers Foundation ein Projekt, um das Einkommen der Kleinbauern durch den Anbau von Bohnen, Mais, Erbsen und Sojabohnen zu erhöhen.[8]
- Bildung: Die Mikumbi Secondary School ist eine staatliche weiterführende Tagesschule, die Jugendliche bis zur 4. Stufe ausbildet.[9]
- Gesundheit: In Chilangala gibt es eine staatliche Apotheke.[10]